# Liccana terminicana
Liccana terminicana är en fjärilsart som beskrevs av Sergius G. Kiriakoff 1962. Liccana terminicana ingår i släktet Liccana och familjen tandspinnare. Inga underarter finns listade i Catalogue of Life.